# Criminal Minds (4.ª temporada)
A quarta temporada de Criminal Minds estreou na CBS em 24 de setembro de 2008 e terminou em 20 de maio de 2009.

## Elenco

### Principal
- Joe Mantegna como Agente Especial de Supervisão David Rossi (Agente Sênior da BAU);
- Paget Brewster como Agente Especial Supervisora Emily Prentiss (Agente BAU);
- Shemar Moore como Agente Especial de Supervisão Derek Morgan (Agente BAU);
- Matthew Gray Gubler como Agente Especial de Supervisão Dr. Spencer Reid (Agente BAU);
- A. J. Cook como Agente Especial de Supervisão Jennifer "JJ" Jareau (Ligação de Comunicações da BAU);
- Kirsten Vangsness como Agente Especial Penelope Garcia (Analista Técnica BAU);
- Thomas Gibson como Agente Especial de Supervisão Aaron "Hotch" Hotchner (Chefe da Unidade BAU).

### Estrelas convidadas especiais
- Luke Perry como Benjamin Cyrus;
- Jason Alexander como Professor Rothchild;
- Cybill Shepherd como Leona Gless.

### Recorrente
- Meta Golding como agente especial Jordan Todd ( ligação interina de comunicações da BAU);
- Nicholas Brendon como Kevin Lynch;
- Jane Lynch como Diana Reid;
- Cade Owens como Jack Hotchner;
- Josh Stewart como William "Will" LaMontagne Jr.

## Estrelas convidadas

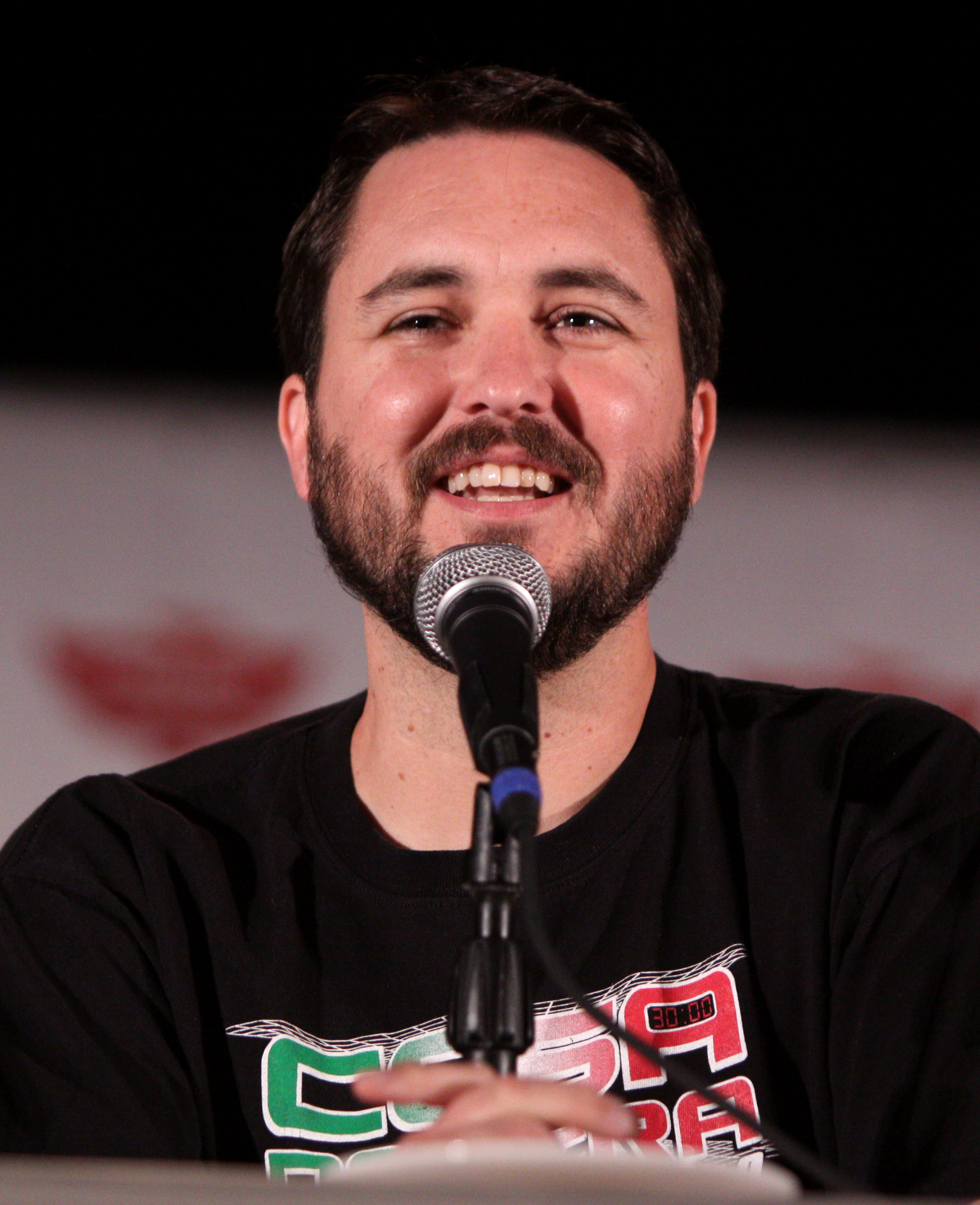
Wil Wheaton aparece no episódio "Paradise" como Floyd Hansen.

Na estréia da temporada "Mayhem", Sienna Guillory e Erik Palladino reprisam como SSA Kate Joyner e Detective Cooper, respectivamente. Adoni Maropis co-estrelou como Ben Abner, um membro da Célula Terrorista de Nova York que se disfarça de paramédico, e Michael Steger co-estrelou como Sam, outro membro da célula. No episódio "The Angel Maker", Lauren Bowles co-estrelou como Chloe Kelcher, a imitadora assassina e interesse amoroso de Courtland Bryce Ryan, também conhecido como "The Angel Maker", interpretado por Neil Hopkins. Blake Lindsley co-estrelou como Shara Carlino, outra tentativa de imitar e admiradora de Ryan. No episódio "Perda Mínima", Luke Perry co-estrelou como Benjamin Cyrus, o líder de um culto religioso conhecido como a "Seita Separatista". Jeff Fahey co -estrelou como Leo Kane, um preso e libertário fervoroso que fundou o Liberty Ranch. No episódio "Paradise", William Mapother e Robyn Lively co-estrelaram como Ian e Abby Corbin, um casal que sai de férias, apenas para ser mantido em cativeiro por Floyd Hansen.

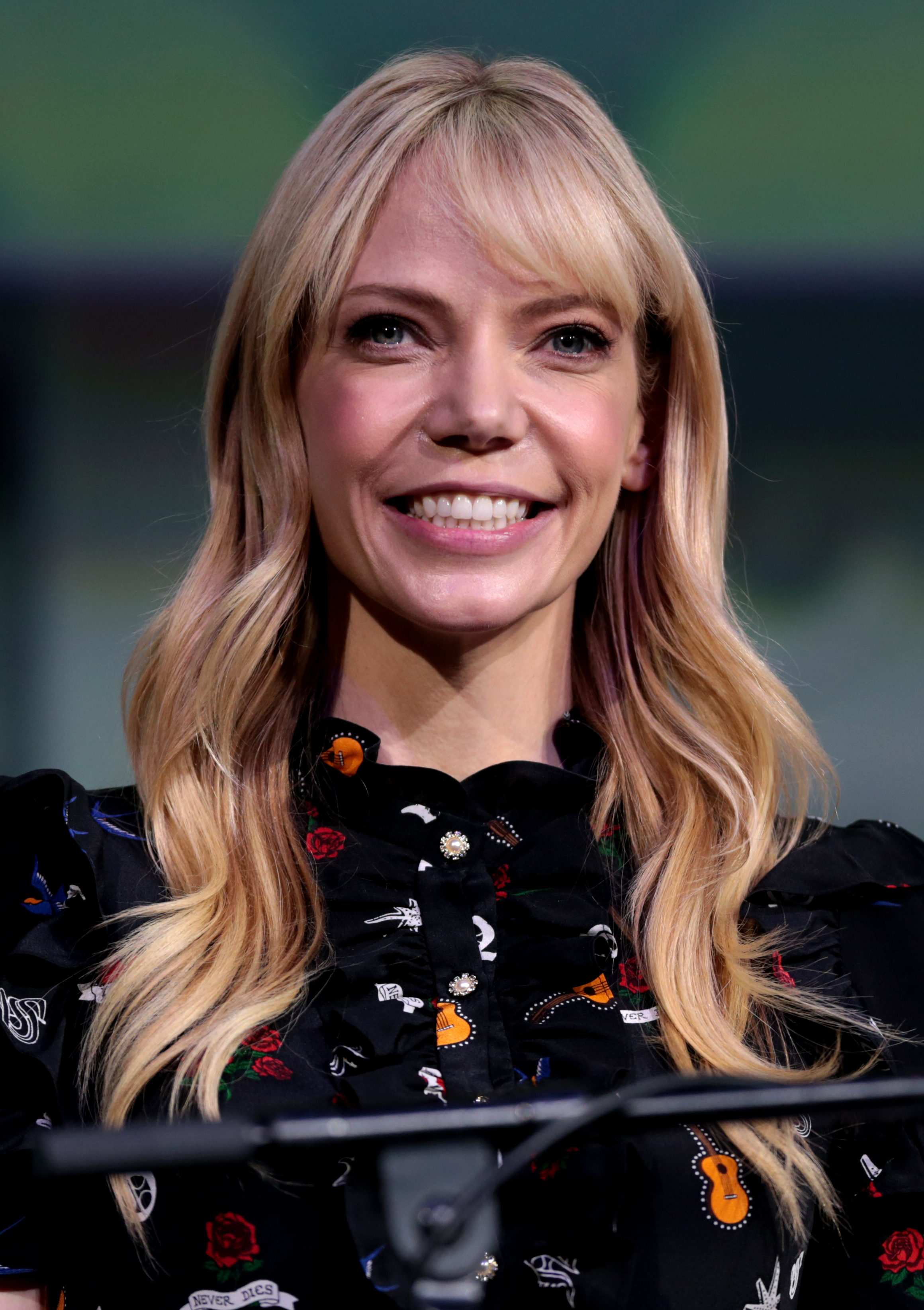
Riki Lindhome aparece no episódio "52 Pickup" como Vanessa Holden.

No episódio "The Instincts", Melinda Page Hamilton co-estrelou como Claire Bates, uma sequestradora de crianças que sequestra um menino. No episódio "Memoriam", Taylor Nichols co-estrelou como o pai de Spencer Reid, William, que confessa ter assassinado Gary Michaels, um pedófilo que pretendia estuprar e assassinar Reid depois que ele já estuprou e assassinou outro menino. Dee Wallace convidado estrelou como terapeuta de Reid, Dr. Jan Mohikian. No episódio "Masterpiece", Jason Alexander co-estrelou como Henry Grace, um serial killer obcecado com a sequência de Fibonacci . No episódio "52 Pickup", Gabriel Olds co-estrelou como Robert Parker, um serial killer que aperfeiçoou suas habilidades como pick-up artist. Courtney Ford co-estrelou como Austin, um barman que desenvolve uma queda por Reid. Currie Graham co-estrelou como Paul "Viper" Thomas, outro pick-up artista que era suspeito nos assassinatos, e Joanna Cassidy co-estrelou como Mrs. Holden, uma mulher cuja filha mais nova Vanessa, é assassinada por Parker.

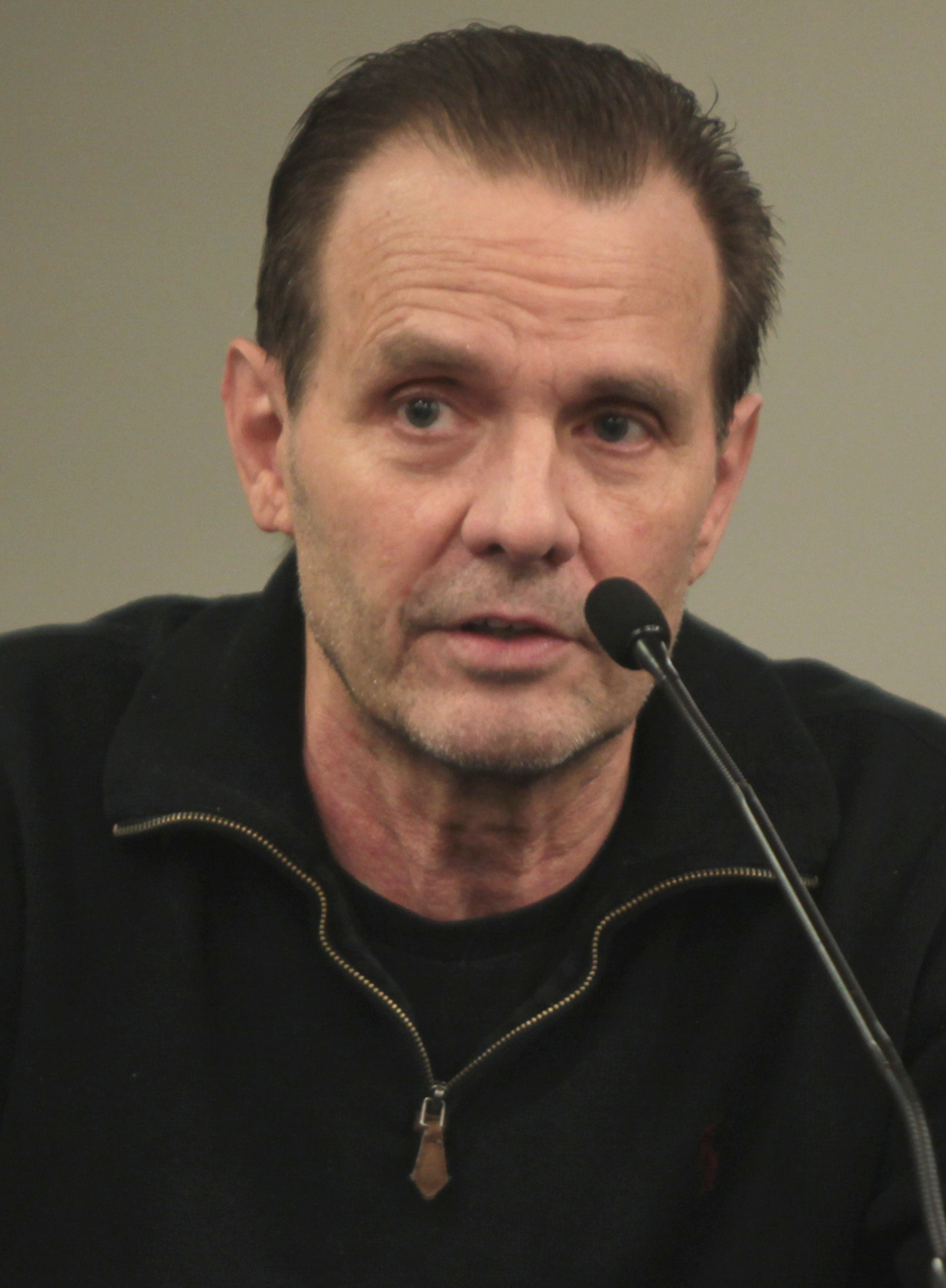
Michael Biehn aparece no episódio "Cold Comfort" como Det. Ron Fullwood.

No episódio "Normal", Mitch Pileggi co-estrelou como Norman Hill, também conhecido como "The Road Warrior", um homem que vai em uma fúria assassina depois de assassinar toda a sua família. Faith Ford co-estrelou como a falecida esposa de Norman, Vanessa, e Gina Torres co-estrelou como a detetive Thea Salinas, que lidera a investigação dos assassinatos. No episódio "Soul Mates", George Newbern e Michael Boatman co-estrelaram como Steven Baleman e William Harris, também conhecido como "The Soul Mates", uma dupla de estupradores em série que assassinaram várias mulheres. Dana Davis co-estrelou como a filha de William, Andrea. No episódio "Bloodline",co-estrelou como Lewis e Kathy "Sylvia" Gray, um casal cigano que raptou meninas para que seu filho se casasse no momento em que ele atingisse a maioridade.

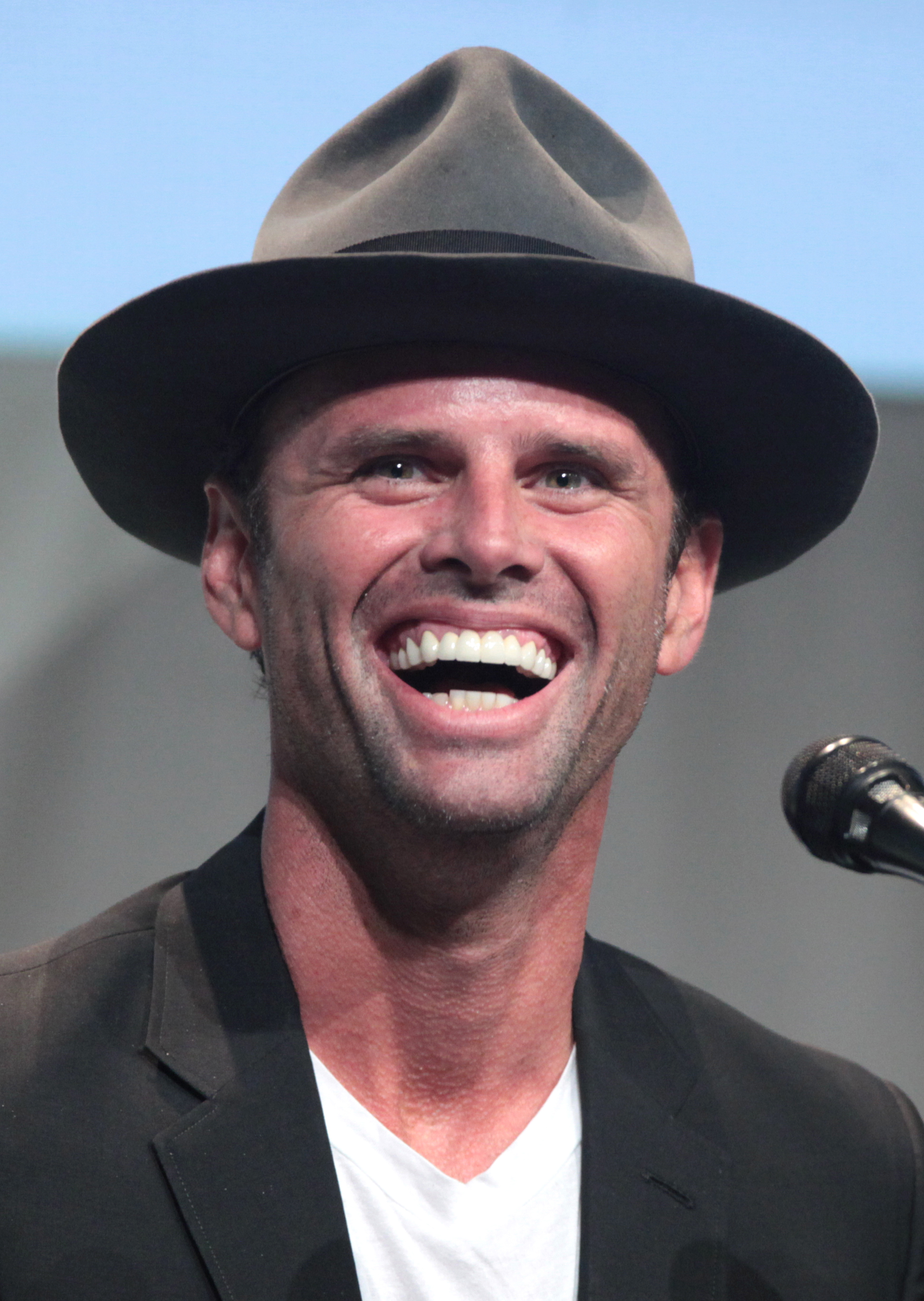
a estrela de The Shield, Walton Goggins aparece no episódio "Demonology" como John Cooley.

No episódio "Cold Comfort", Vondie Curtis-Hall co-estrelou como Stanley Usher, um vidente autoproclamado de quem David Rossi é cético, e Cybill Shepherd como Leona Gless. No episódio "Zoe's Reprise", Amy Davidson co-estrelou como Zoe Hawkes, uma admiradora de Rossi que aspira a se tornar uma agente do FBI, apenas para ser assassinada por Eric Olson, interpretado por Johnny Lewis. Shannon Woodward co-estrelou como a namorada de Eric, Linda Jones. No episódio "Pleasure Is My Business", a estrela convidada Brianna Brown estrelou como Megan Kane, uma garota de programa que envenena fatalmente seus clientes. No episódio "Demonologia", Carmen Argenziano co-estrelou como Padre Paul Silvano, um padre italiano que assassina suas vítimas através de exorcismos. Bruce Davison co-estrelou como cúmplice de Paul, o padre Jimmy Davison.

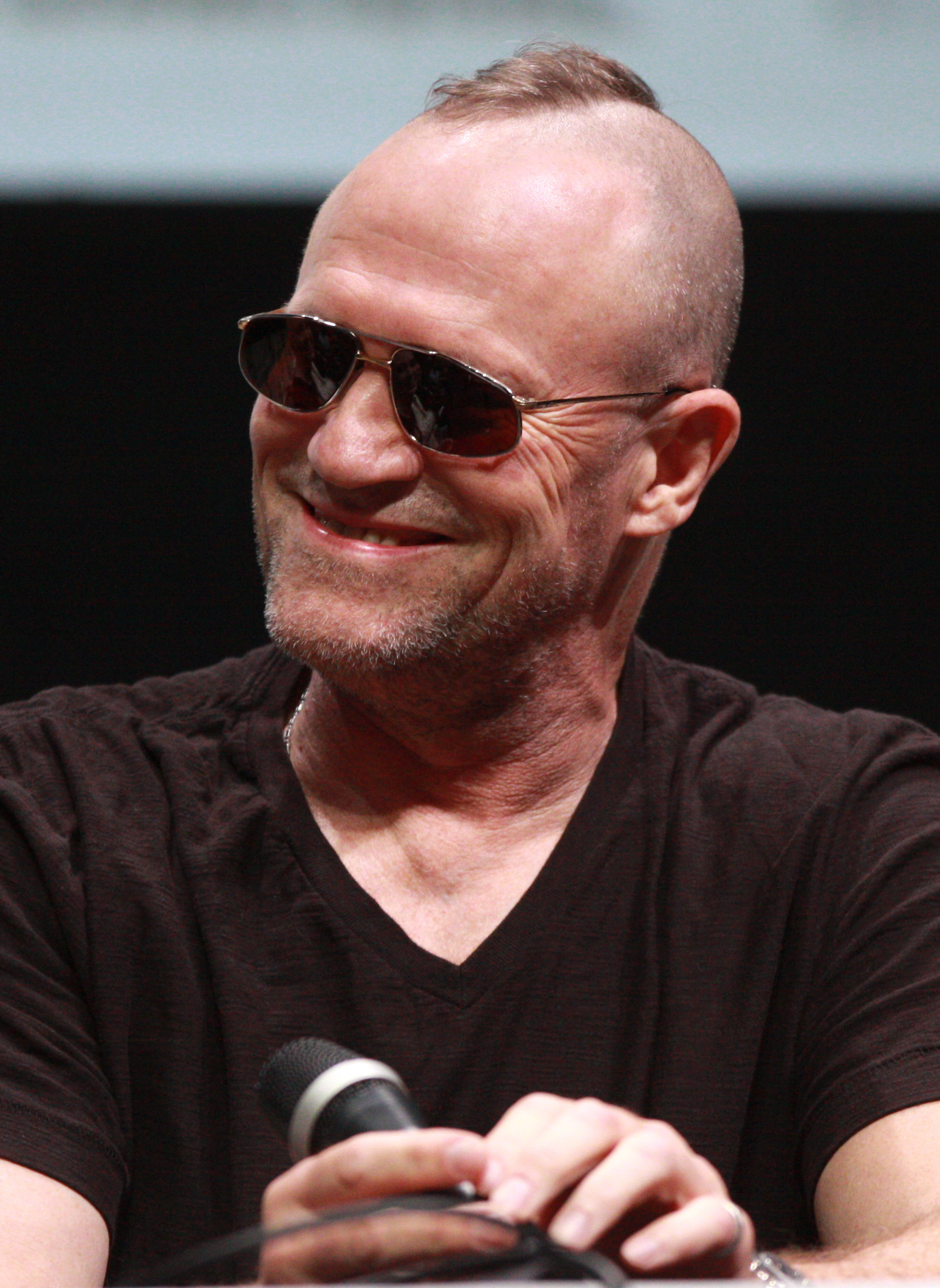
a estrela deThe Walking Dead, Michael Rooker aparece no episódio "House on Fire" como o chefe Brad Carlson.

No episódio "Omnivore", C. Thomas Howell co-estrelou como George Foyet, a única pessoa que sobreviveu a uma série de assassinatos cometidos por um assassino conhecido como "The Boston Reaper". Louis Ferreira co-estrelou como Roy Colson, um romancista e autor do romance Night of The Reaper . No episódio "House on Fire", Tommy Dewey co-estrelou como Tommy Wheeler, um incendiário em série que incendeia um cinema, matando todos presos nele. Shannon Lucio co-estrelou como a irmã de Tommy, Tina. No episódio "Conflicted", Jackson Rathbone co-estrelou como Adam Jackson, um serial killer delirante que tem um alter-ego feminino chamado Amanda. Susan Ward co-estrelou como Julie Riley, um gerente de hotel que era suspeito de cometer os assassinatos de vários homens. Roma Maffia co-estrelou como o detetive Reese Evans, que lidera a investigação dos assassinatos.

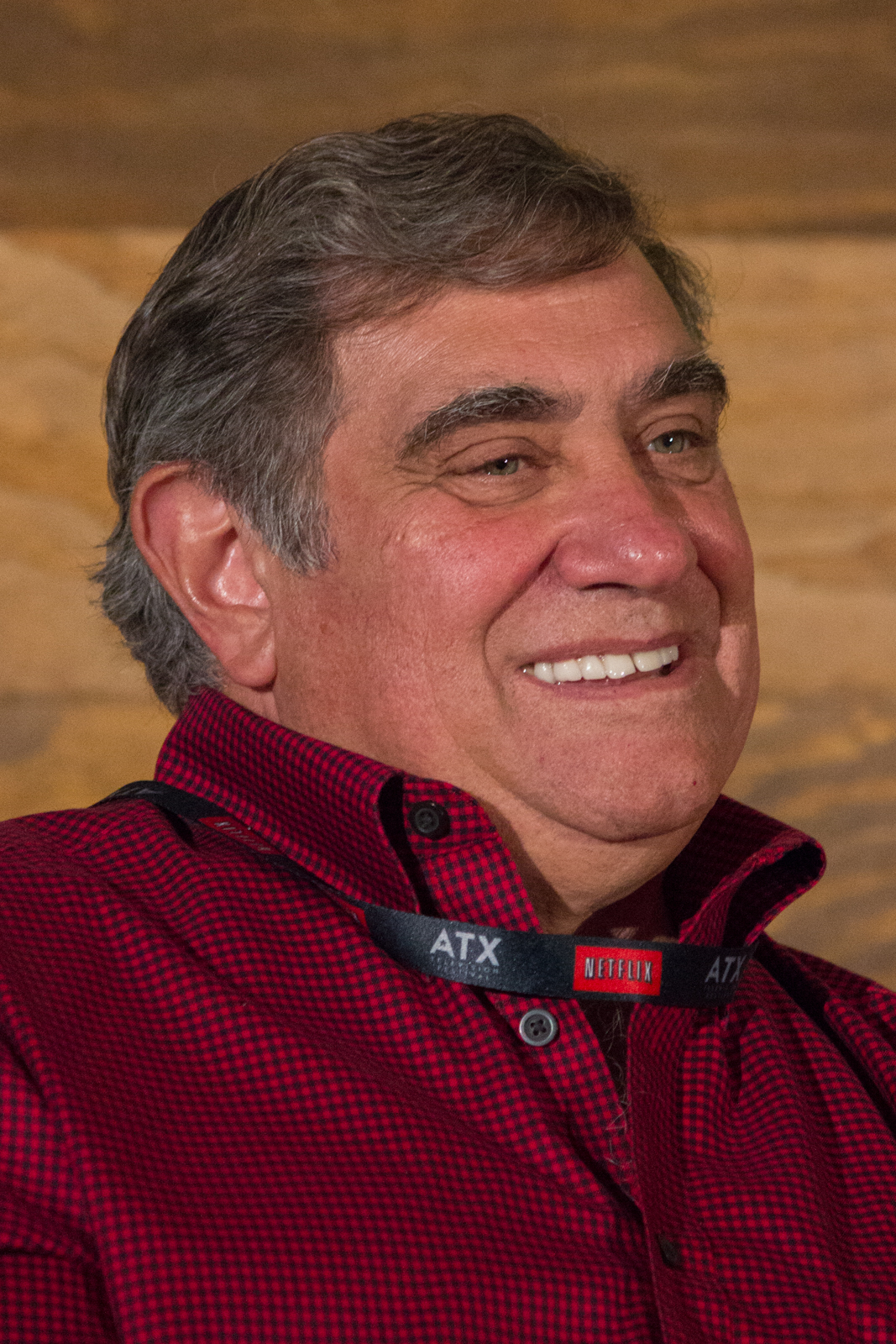
Dan Lauria aparece no episódio "Amplification" como Gen. Lee Whitworth.

No episódio "The Big Wheel", Alex O’Loughlin co-estrelou como Vincent Rowlings, um serial killer arrependido que sofre de impulsos homicidas incontroláveis. No episódio "Amplification", Tamlyn Tomita co-estrelou como Dra. Linda Kimura, que ajuda a BAU com a investigação de um surto de antraz que infectou várias pessoas. No final da temporada de duas partes "To Hell and Back", Garret Dillahunt co-estrelou como Mason Turner, cujo irmão autista e parceiro no crime, Lucas, sequestra uma adolescente e a mantém em cativeiro em um celeiro no Canadá. C. Thomas Howell reprisa como George Foyet, que invade o apartamento de Aaron Hotchner e aparentemente atira nele. Hotch'.

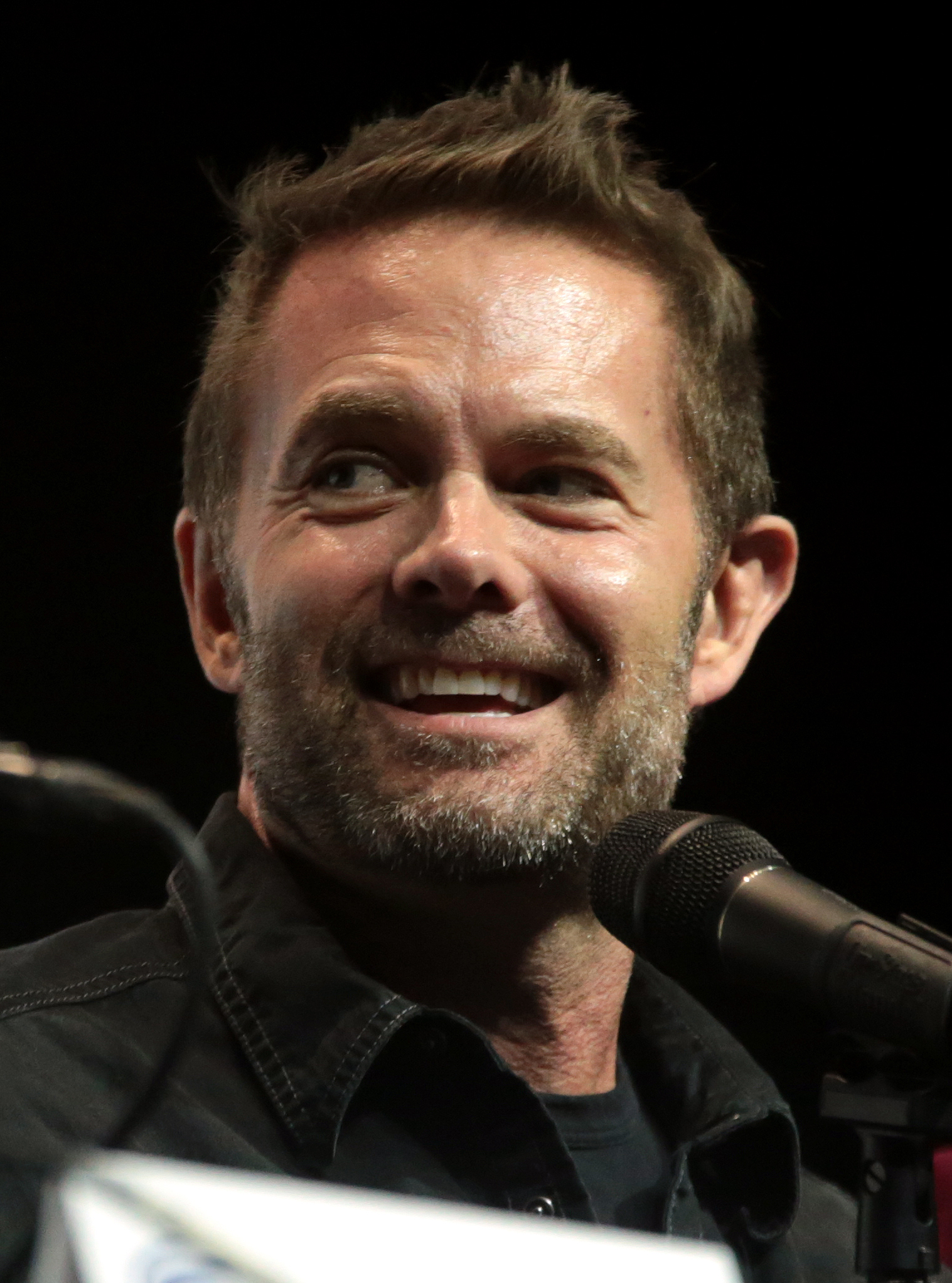
Garret Dillahunt aparece no episódio "To Hell ... And Back" como Mason Turner.

## Episódios
| Seq. | Episódios | Título                     | Direção               | Escrito por                    | Data de exibição        | Audiência EUA (em milhões) |
| --- | --------- | -------------------------- | --------------------- | ------------------------------ | ----------------------- | -------------------------- |
| 66 | 1         | "Desordem"                 | Edward Allen Bernero  | Simon Mirren                   | 24 de setembro de 2008  | 17,01                      |
| Quando uma bomba colocada sob um SUV de propriedade do governo detona na cidade de Nova York , a BAU tenta determinar se um deles foi ferido e prender os responsáveis antes que ocorra um incidente de maior escala. |           |                            |                       |                                |                         |                            |
| 67 | 2         | "O Criador de Anjos"       | Glenn Kershaw         | Dan Dworkin e Jay Beattie      | 1 de outubro de 2008    | 14,78                      |
| Quando uma série de assassinatos ocorre no aniversário de um ano da execução de um serial killer de Ohio , a BAU determina que um imitador está tentando terminar o que o assassino original começou. Enquanto isso, Hotch luta para se recuperar de uma lesão debilitante. |           |                            |                       |                                |                         |                            |
| 68 | 3         | "Perda Mínima"             | Félix Alcalá          | André Wilder                   | 8 de outubro de 2008    | 16,19                      |
| Quando as autoridades do Condado de La Plata, Colorado, recebem uma ligação para o 911 alegando abuso infantil em um complexo pertencente a um culto religioso, Prentiss e Reid se disfarçam para investigar apenas para se verem envolvidos em uma crise de reféns de alto risco depois que um ataque dá desastrosamente errado.                                                             |           |                            |                       |                                |                         |                            |
| 69 | 4         | "Paraíso"                  | John Gallagher        | Debra J. Fisher & Erica Messer | 22 de outubro de 2008   | 15,01                      |
| Quando três acidentes de carro não relacionados em Nevada são revelados como encenados, a BAU tenta pegar um suspeito que atormenta psicologicamente casais viajantes antes que ele tenha a chance de matar novamente. |           |                            |                       |                                |                         |                            |
| 70 | 5         | "Apanhando"                | Charles Haid          | Oanh Ly                        | 29 de outubro de 2008   | 13,97                      |
| Quando uma série de roubos e homicídios no Vale Central da Califórnia tiram a vida de seis pessoas, o BAU determina que o assassino escolhe suas vítimas com base em sua proximidade com a ferrovia. Enquanto isso, JJ apresenta à equipe o possível substituto temporário Jordan Todd ( Meta Golding ).                                                                                      |           |                            |                       |                                |                         |                            |
| 71 | 6         | "Os instintos"             | Rob Spera             | Chris Mundy                    | 5 de novembro de 2008   | 14,30                      |
| Quando um menino de cinco anos de Las Vegas, Nevada , é encontrado morto e outro menino é sequestrado logo depois, a BAU tenta encontrar um demoninador comum entre os crimes. Enquanto isso, Reid começa a sofrer de sonhos recorrentes que o forçam a relembrar memórias de infância esquecidas.                                                                                            |           |                            |                       |                                |                         |                            |
| 72 | 7         | "Memoria"                  | Guy Norman Bee        | Dan Dworkin e Jay Beattie      | 12 de novembro de 2008  | 14,83                      |
| Reid decide ficar em Las Vegas na tentativa de determinar se seu pai distante é ou não responsável pelo assassinato de um amigo de infância. Enquanto isso, JJ entra em trabalho de parto prematuro e dá à luz um filho. |           |                            |                       |                                |                         |                            |
| 73 | 8         | "Obra-prima"               | Paul Michael Glaser   | Edward Allen Bernero           | 19 de novembro de 2008  | 16,33                      |
| Quando um psicopata narcisista obcecado com a sequência de Fibonacci confessa ter matado sete pessoas e afirma que mais cinco morrerão, o BAU tenta localizar suas últimas vítimas antes que o tempo acabe. Enquanto isso, Todd luta para lidar com o fato de que a equipe ainda não confia nela.                                                                                             |           |                            |                       |                                |                         |                            |
| 74 | 9         | "52 Captação"              | Bobby Roth            | Breen Frazier                  | 26 de novembro de 2008  | 14,11                      |
| Quando várias mulheres de Atlanta, na Geórgia, são estripadas e deixadas para sangrar até a morte, o BAU determina que o assassino é um homem que usa seu charme social para atrair potenciais vítimas para a morte. Enquanto isso, a relação de trabalho de Todd com Hotch é testada após um encontro enganoso com uma das famílias das vítimas.                                             |           |                            |                       |                                |                         |                            |
| 75 | 10        | "Irmãos de armas"          | Glenn Kershaw         | Holly Harold                   | 10 de dezembro de 2008  | 14,68                      |
| Quando vários membros do Departamento de Polícia de Phoenix são baleados e mortos no cumprimento do dever, o BAU faz malabarismos para ganhar a confiança do departamento e construir um perfil enquanto eles partem para pegar um assassino cuja crueldade é correspondida por sua determinação.                                                                                             |           |                            |                       |                                |                         |                            |
| 76 | 11        | "Normal"                   | Steve Boyum           | Andrew S. Wilder               | 17 de dezembro de 2008  | 15,16                      |
| Quando três mulheres de Orange County, Califórnia, são mortas a tiros, o BAU decide pegar um assassino emasculado antes que ele possa atacar novamente. Enquanto isso, Todd toma uma decisão que a faz reavaliar sua nova posição e JJ e seu filho fazem uma visita surpresa. |           |                            |                       |                                |                         |                            |
| 77 | 12        | "Almas gêmeas"             | John Gallagher        | Debra J. Fisher & Erica Messer | 14 de janeiro de 2009   | 13,78                      |
| Depois de prender um homem de família de Sarasota, Flórida , pelos sequestros e assassinatos de várias jovens, o BAU trabalha com sua filha na tentativa de determinar a identidade de seu parceiro e impedi-lo de matar outra mulher. |           |                            |                       |                                |                         |                            |
| 78 | 13        | "Sangue"                   | Tim Matheson          | Mark Linehan Bruner            | 21 de janeiro de 2009   | 13,82                      |
| Quando um casal de Harvest, Alabama, é esfaqueado até a morte em sua casa e sua filha é sequestrada, o BAU determina que o crime foi cometido por uma família cigana que realiza um ritual destinado a adquirir esposas para filhos em crescimento. |           |                            |                       |                                |                         |                            |
| 79 | 14        | "Conforto frio"            | Anna J. Foerster      | Dan Dworkin e Jay Beattie      | 11 de fevereiro de 2009 | 12,48                      |
| Com JJ de volta da licença maternidade, a BAU viaja para Olympia, Washington, para identificar um serial killer que assassina e embalsama mulheres jovens. Enquanto isso, Rossi entra em conflito com uma vidente contratada pela mãe da última vítima. |           |                            |                       |                                |                         |                            |
| 80 | 15        | "Reprise de Zoe"           | Charles S. Carroll    | Oanh Ly                        | 18 de fevereiro de 2009 | 14,54                      |
| Enquanto investiga uma série de assassinatos aparentemente não relacionados em Cleveland, Ohio , o BAU determina que um assassino imitador está recriando técnicas de assassinato usadas por assassinos em série do passado. Enquanto isso, Rossi se envolve pessoalmente no caso depois de saber que a última vítima era um estudante de criminologia que tentou levar o caso à sua atenção. |           |                            |                       |                                |                         |                            |
| 81 | 16        | "O prazer é o meu negócio" | Gwyneth Horder-Payton | Breen Frazier                  | 25 de fevereiro de 2009 | 13,93                      |
| Quando dois executivos corporativos de Dallas, Texas , são envenenados enquanto se hospedam em hotéis de luxo, a BAU tenta encontrar uma garota de programa com uma vingança sinistra e convencer os advogados das vítimas a cooperar. |           |                            |                       |                                |                         |                            |
| 82 | 17        | "Demonologia"              | Edward Allen Bernero  | Chris Mundy                    | 11 de março de 2009     | 14,33                      |
| Quando três homens na área metropolitana de Washington são encontrados mortos em circunstâncias suspeitas, o BAU determina que um padre católico deliberadamente submeteu as três vítimas a exorcismos fatais. Enquanto isso, Prentiss se envolve emocionalmente no caso depois de saber que uma das vítimas era uma amiga de infância.                                                       |           |                            |                       |                                |                         |                            |
| 83 | 18        | "Onívoro"                  | Nelson McCormick      | Andrew S. Wilder               | 18 de março de 2009     | 13,74                      |
| Quando um serial killer da Nova Inglaterra ressurge após uma ausência de dez anos, a BAU tenta pegá-lo antes que ele possa continuar de onde parou. Enquanto isso, Hotch se envolve pessoalmente na investigação quando o ex-investigador principal revela um segredo impressionante. |           |                            |                       |                                |                         |                            |
| 84 | 19        | "Casa em chamas"           | Félix Alcalá          | Holly Harold                   | 25 de março de 2009     | 14,36                      |
| Quando um incendiário em série mata dezenove pessoas em um cinema de Indiana , a BAU tenta determinar sua identidade e impedir que ele ateie outro incêndio antes que ele possa atacar novamente. |           |                            |                       |                                |                         |                            |
| 85 | 20        | "Conflito"                 | Jason Alexander       | Rick Dunkle                    | 8 de abril de 2009      | 13,61                      |
| Quando dois estudantes universitários do sexo masculino são agredidos sexualmente e sufocados fatalmente durante as férias em South Padre Island, Texas , o BAU se vê forçado a repensar suas teorias iniciais de uma equipe de duas pessoas após uma reviravolta inesperada para mudar o curso da investigação.                                                                              |           |                            |                       |                                |                         |                            |
| 86 | 21        | "Um tom de cinza"          | Karen Gaviola         | Debra J. Fisher & Erica Messer | 22 de abril de 2009     | 13,72                      |
| Ao investigar uma série de sequestros e assassinatos de crianças em Cherry Hill, Nova Jersey , o BAU descobre uma verdade horrível depois de perceber várias diferenças entre o desaparecimento mais recente e os dois primeiros assassinatos. |           |                            |                       |                                |                         |                            |
| 87 | 22        | "A Grande Roda"            | Rob Hardy             | Simon Mirren                   | 29 de abril de 2009     | 13,61                      |
| Quando as autoridades de Buffalo, Nova York, recebem um vídeo mostrando um homem esfaqueando um corretor de imóveis e posteriormente escrevendo um pedido de ajuda, o BAU se propõe a pegar um obsessivo-compulsivo que matou várias mulheres nos últimos dez anos. |           |                            |                       |                                |                         |                            |
| 88 | 23        | "Estrada da morte"         | Steve Boyum           | Dan Dworkin e Jay Beattie      | 6 de maio de 2009       | 14,13                      |
| Quando dois atropelamentos fatais ocorrem em Bend, Oregon , o BAU determina que as vítimas foram alvo de um assassino em busca de vingança. Enquanto isso, Garcia se vê forçada a tomar uma decisão pessoal depois que Kevin revela que a NSA o está entrevistando para um cargo no exterior.                                                                                                 |           |                            |                       |                                |                         |                            |
| 89 | 24        | "Amplificação"             | John Gallagher        | Oanh Ly                        | 13 de maio de 2009      | 13,37                      |
| Quando doze pessoas morrem de uma cepa modificada de antraz em Annapolis, Maryland , a BAU trabalha com as Forças Armadas dos EUA para identificar o agressor antes que ele encene outro ataque. Enquanto isso, a equipe se envolve emocionalmente no caso depois que um deles é exposto à tensão.                                                                                            |           |                            |                       |                                |                         |                            |
| 90 | 25        | "Para o inferno…"          | Charles Haid          | Chris Mundy                    | 20 de maio de 2009      | 13,99                      |
| Quando um veterano da Guerra do Iraque faz um grande esforço para convencer as autoridades a encontrar sua irmã desaparecida, a BAU decide pegar um serial killer que sequestra moradores de rua de Detroit, Michigan, e os contrabando para o Canadá para uma agenda distorcida. |           |                            |                       |                                |                         |                            |
| 91 | 26        | "…E volta"                 | Edward Allen Bernero  | Edward Allen Bernero           | 20 de maio de 2009      | 13,99                      |
| Depois de identificar dois irmãos de Ontário como os autores do desaparecimento de mais de oitenta pessoas, o BAU faz malabarismos com o perfil dos irmãos e impede que seu último abduzido tenha um destino horrível. Enquanto isso, um assassino do passado da equipe se prepara para se vingar de um deles.                                                                                |           |                            |                       |                                |                         |                            |